# Doreen Lang
Pour les articles homonymes, voir Lang.
Doreen Lang, née le 15 février 1915 à Gisborne (Nouvelle-Zélande) et morte le 21 avril 1999 à Malibu (Californie), est une actrice américaine d'origine néo-zélandaise.

## Biographie
Native de Nouvelle-Zélande, après des études d'art dramatique à Londres, Doreen Lang s'installe aux États-Unis (obtenant la citoyenneté américaine) et débute au théâtre à Broadway (New York) dans L'esprit s'amuse de Noël Coward (1941-1943, avec Mildred Natwick et Clifton Webb). Là, suivent quatre autres pièces, dont Auprès de ma blonde de Marcel Achard (1949-1950, avec Lynn Fontanne et Alfred Lunt) et Le Complexe de Philémon de Jean-Bernard Luc (sa dernière pièce à Broadway, 1951, avec Ann Harding et Robert Cummings).
Au cinéma, elle contribue à seulement huit films américains, le premier étant Le Faux Coupable d'Alfred Hitchcock (1957, avec Henry Fonda et Vera Miles). Suivent notamment deux autres réalisations d'Hitchcock, La Mort aux trousses (1959, avec Cary Grant et Eva Marie Saint) et Les Oiseaux (1963, avec Tippi Hedren et Rod Taylor), ainsi que Le Groupe de Sidney Lumet (1966 avec Candice Bergen et Joan Hackett). Son dernier film est Un ange... ou presque de John Cornell (1990, avec Paul Hogan et Linda Kozlowski).
À la télévision américaine, elle apparaît dans soixante séries entre 1946 et 1996, dont Alfred Hitchcock présente (épisode Dip in the Pool réalisé par Hitchcock, 1958), la série-western Gunsmoke (trois épisodes, 1970-1973) et Les Routes du paradis (un épisode, 1988).
S'ajoutent seize téléfilms, le premier diffusé en 1946 (adaptation de la pièce précitée L'esprit s'amuse), le dernier en 1984. Entretemps, citons The Missiles of October d'Anthony Page (1974, avec William Devane et Ralph Bellamy).
En 1964, Doreen Lang épouse en secondes noces l'acteur Arthur Franz (1920-2006), resté veuf au décès de l'actrice survenu en 1999, à 84 ans.

## Théâtre à Broadway (intégrale)
- 1941-1943 : L'esprit s'amuse (Blithe Spirit) de Noël Coward : Edith
- 1948-1949 : Make Way for Lucia (en) de (et mise en scène par) John Van Druten, décors et costumes de Lucinda Ballard : Mme Bartlett
- 1949-1950 : Auprès de ma blonde (I Know My Love) de Marcel Achard, adaptation de S. N. Behrman, mise en scène d'Alfred Lunt : Blanche Chanler
- 1950-1951 : Season in the Sun de Wolcott Gibbs, mise en scène de Burgess Meredith, décors et lumières de Boris Aronson : Virginia Anderson
- 1951 : Le Complexe de Philémon (Faithfully Yours) de Jean-Bernard Luc, adaptation de Ladislaus Bus-Fekete et Mary Helen Fay, mise en scène de Richard Whorf : Mlle Parker

## Filmographie partielle

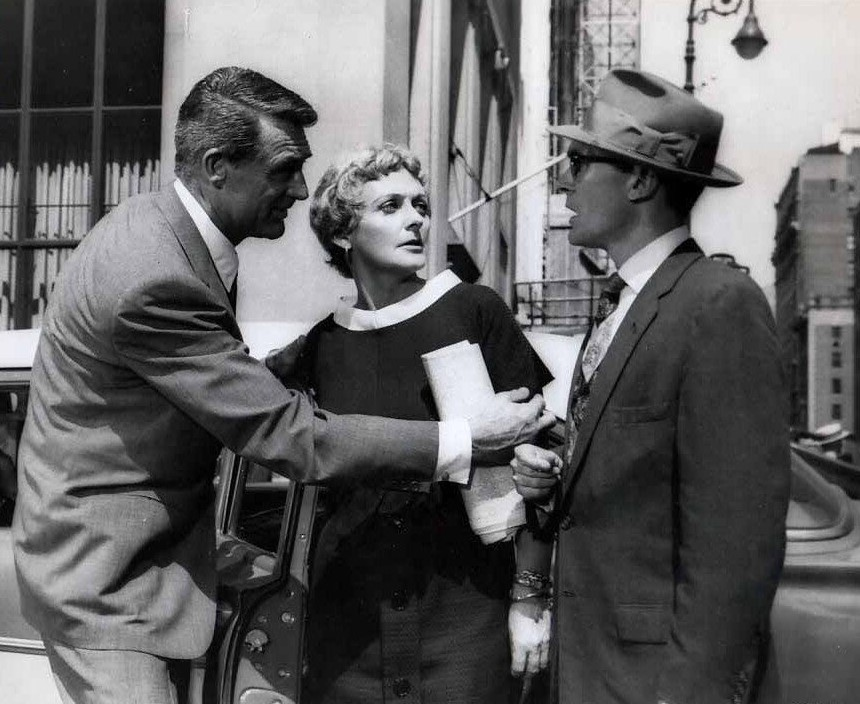
Avec Cary Grant (à g.), dans La Mort aux trousses (1959)

### Cinéma
- 1957 : Le Faux Coupable (The Wrong Man) d'Alfred Hitchcock : Ann James
- 1959 : La Mort aux trousses (North by Northwest) d'Alfred Hitchcock : Maggie
- 1961 : Amour sauvage (Wild in the Country) de Philip Dunne : Mme Parsons
- 1962 : Le Cabinet du docteur Caligari (The Cabinet of Caligari) de Roger Kay : Vivian
- 1963 : Les Oiseaux (The Birds) d'Alfred Hitchcock : la mère hystérique
- 1966 : Le Groupe (The Group) de Sidney Lumet : l'infirmière Swenson
- 1990 : Un ange... ou presque (Almost an Angel) de John Cornell : Mme Garner

### Télévision

#### Séries
- 1954-1957 : Studio One
  - Saison 6, épisode 17 The Remarkable Incident at Carson Corners (1954) : Mme Prince
  - Saison 7, épisode 34 A Picture in the Paper (1955) : Irene Gabriel
  - Saison 9, épisode 28 The Travelling Lady (1957) de Robert Mulligan : Clara Breedlove
  - Saison 10, épisode 13 No Deadly Medicine, Part II (1957) : l'infirmière en chef
- 1958 : Alfred Hitchcock présente (Alfred Hitchcock Presents), saison 3, épisode 35 Dip in the Pool d'Alfred Hitchcock : Emily
- 1959 : Perry Mason, saison 3, épisode 10 Jeu de jambes (The Case of the Lucky Legs) de Roger Kay : Laura Fields
- 1959 : Les Incorruptibles (The Untouchables), saison 1, épisode 11 Jamais gagnant (You Can't Pick the Number) de Richard Whorf : Mme Morrisey
- 1960 : Aventures dans les îles (Adventures in Paradise), saison  1, épisode 17 Judith de Paul Stanley : Ruth Brodie
- 1960 : Denis la petite peste (Dennis the Menace), saison 1, épisode 20 Dennis and the Dog de Charles Barton : Mlle Chroma
- 1960 : Rawhide, saison 2, épisode 20 La Vieille Fille (Incident of the Dust Flower) de Ted Post : Julia
- 1961 : Les Accusés (The Defenders), saison 1, épisode 2 Killer Instinct de Franklin J. Schaffner : Mme Cook
- 1961 : Naked City, saison 2, épisode 26 C3H5(N03)3 de William A. Graham : Martha Fallon
- 1962 : Le Jeune Docteur Kildare (Dr. Kildare), saison 1, épisode 25 Solomon's Choice de Lamont Johnson : l'infirmière Donna Dufrey
- 1963 : Ben Casey, saison 2, épisode 31 Hang No Hats on Dreams d'Irving Lerner : Mlle James
- 1963 : Le Fugitif (The Fugitive), saison 1, épisode 11 Nightmare at Northoak de Christian Nyby : Anna
- 1967 : Sur la piste du crime (The F.B.I.), saison 2, épisode 20 The Conspirators de Christian Nyby : l'écrivain
- 1969-1970 : Hawaï police d'État (Hawaii Five-0)
  - Saison 1, épisode 16 Le Grand Voyage (Up Tight, 1969) de Seymour Robbie : Sarah Hastings
  - Saison 2, épisode 18 L'Abeille (Killer Bee, 1970) de Paul Stanley : Emilia Watson
- 1969-1973 : La Nouvelle Équipe (The Mod Squad)
  - Saison 2, épisode 11 The Healer (1969) d'Earl Bellamy : Mlle Finney
  - Saison 5, épisode 19 Put Out the Welcome Mat for Death (1973) de Reza Badiyi : Martha Graham
- 1970 : Les Règles du jeu (The Name of the Game), saison 2, épisode 16 Island of Gold and Precious Stones de John Newland : Mlle Marsh
- 1970-1973 : Gunsmoke ou Police des plaines (Gunsmoke ou Marshal Dillon)
  - Saison 16, épisodes 6 et 7 Snow Train, Parts I & II (1970) de Gunnar Hellström : Mae
  - Saison 18, épisode 21 Kimbro (1973) de Gunnar Hellström : Mary Bentley
- 1971-1972 : Mannix
  - Saison 5, épisode 8 Piège de verre (The Glass Trap, 1971) de Reza Badiyi : Mme Colton
  - Saison 6, épisode 13 La Dernière Passe (See No Evil, 1972) d'Arnold Laven : la mère de Kohler
- 1971-1975 : Médecins d'aujourd'hui (Medical Center)
  - Saison 2, épisode 19 Secret Heritage (1971) : l'infirmière Zamora
  - Saison 6, épisode 20 If Mine Eye Offends Me (1975) : la femme de ménage
- 1973 : Docteur Marcus Welby (Marcus Welby, M.D.), saison 4, épisode 22 The Other Martin Loring : Mlle Cowan
- 1973 : Ghost Story, saison unique, épisode 15 Death's Head de James Neilson : Mme Norman
- 1973-1976 : La Famille des collines (The Waltons)
  - Saison 2, épisode 8 The Braggart (1973) de Jack Shea : Mme Baker
  - Saison 4, épisode 24 The Collision (1976) de Richard Thomas : Meg Phillips
- 1974 : Kung Fu, saison 2, épisode 13 L'Esprit de la loi (Empty Pages of a Dead Book) de John Llewellyn Moxey : la grand-mère
- 1974 : Barnaby Jones, saison 2, épisode 18 A Gold Record for Murder de George McCowan : Mme Walding
- 1977 : Chips, saison 1, épisode 2 Vol à la dépanneuse (Undertow) : l'infirmière Kremen
- 1981 : Lou Grant, saison 4, épisode 14 Survival de Burt Brinckerhoff : Henrietta
- 1988 : Les Routes du paradis (Highway to Heaven), saison 4, épisode 13 L'Amour maternel (A Mother's Love) de Michael Landon : Stella Brisby
- 1992 : La Loi de Los Angeles (L.A. Law), saison 6, épisode 14 L'Inceste (Diet, Diet My Darling) : Vivian Flanagan
- 1995 : Chicago Hope : La Vie à tout prix (Chicago Hope), saison 2, épisode 5 Faites vos jeux (Wild Cards) de Michael Schultz : Millie Brunner
- 1996 : Un drôle de shérif (Picket Fences), saison 4, épisode 13 L'Amour toujours (My Romance) : Dot

#### Téléfilms
- 1946 : L'esprit s'amuse (Blithe Spirit) (réalisateur non spécifié) : Edith
- 1967 : The Borgia Stick de David Lowell Rich : Mme Hollingsworth
- 1970 : The House That Would Not Die de John Llewellyn Moxey : Sylvia Wall
- 1971 : A Death of Innocence de Paul Wendkos : Macy Fingerhut
- 1971 : Le Destin de Brian (Brian's Song) de Buzz Kulik : l'infirmière en chef
- 1974 : Nightmare de William Hale : Louise
- 1974 : Peine de mort (Death Sentence) de E. W. Swackhamer : Mme Cottard
- 1974 : Things in Their Season de James Goldstone : Millie Havemeyer
- 1974 : The Missiles of October d'Anthony Page : Evelyn Lincoln
- 1976 : Hazard's People de Jeannot Szwarc : Sylvia Freed
- 1976 : The Dark Side of Innocence de Jerry Thorpe : rôle non spécifié
- 1976 : The Sad and Lonely Sundays de James Goldstone : Hester
- 1978 : L'Affaire Peter Reilly (A Death in Canaan) de Tony Richardson : l'infirmière Pynne
- 1979 : Comme des gens normaux (Like Normal People) de Harvey Hart : la grand-mère Teresa
- 1984 : Booker de Stan Lathan : Eliza Burroughs